# MyHeritage
MyHeritage er en internetbaseret genealogiplatform med produkter og tjenester på hjemmesider, mobile enheder og computerprogrammer. Platformens brugere kan lave stramtræer, lægge billeder op, bladre i billeder og søge blandt milliarder af historiske optegnelser samt andre funktioner. Tjenesten har siden 2015 været tilgængelig på 42 sprog og har omkring 80 millioner brugere på verdensplan. Virksomheden har hovedkontor i Or Yehuda, Israel og kontorer i Tel Aviv, Lehi, Utah, og Burbank, Californien.